# Јосиф Хвој
Јосиф Хвој (Врдник, 1911 − ?, 16. мај 1997) био је водећи електро и машински инжењер и дизајнер, професор Техничког факултета у Београду и аутор пројеката изградње низа хидроелектрана и термоелектрана. Посебно је заслужан за изградњу ХЕ Ђердап.

## Биографија
Рођен у Врднику 1911. Оба родитеља су пореклом Чеси, чији су се преци током више генерација бавили рударством.
Био је један од најбољих ђака Карловачке гимназије. Након завршених студија на Техничком факултету 1936. године, радио је на одржавању електричне централе и уређаја у руднику Ртањ. До 1941. је учествовао у градњи низа енергетских објеката: хидроцентрале у Власотинцу, Призрену, руднику Брежице, централи у Старом Бечеју, Инђији, Бачкој Паланци, Доњем Милановцу, у рудницима Баковићи, Благојев Камен и Леце. Градио је станице за одводњавање и водоводе у Дарди, Таору код Скопља, Перлезу, Цетињу, Шибенику.
Као учесник НОБ-а, био је у борбама на Сремском фронту.
Од 1946. је наставио је да ради у струци.
Постављен је за директора предузећа под називом Биро за иностране набавке електропривреде, односно сркаћено Електронабавно, чији је циљ био заступање електропривредних предузећа у пословима увоза електричних постројења и осталог материјала потребног за електропривреду. Предузеће је формирано на основу решења Министарства финансија од 1. новембра 1947. године и уписано у регистар државних привредних предузећа од општедржавног значаја.
Аутор је пројеката изградње низа хидроцентрала: „Ђердапа 1”, „Бајине Баште”, „Перућице”, „Бистрице”, „Кокиног Брода”, „Зворника”, „Врле 1–4”, „Међувршја”, такође и термоцентрала „Косово 2” и „Костолац”.
Од 1952. до пензионисања 1976. радио је у „Енергопројекту”, као водећи електро и машински инжењер и дизајнер. Почео је рад на елаборату „Ђердап” 1953. Након што је између Румуније и Југославије постигнут споразум о изградњи хидроенергетског и пловидбеног система (ХЕПС) „Ђердап”, институт за пројектовање, Енергопројект у Београду и Институт за хидроенергетска проучавања и пројектовања у Букурешту добили су задатак да израде пројекте према којима би се максимално искористио енергетски потенцијал Дунава. 1963. је ангажован на пословима пројектног менаџера, а 1965. је постао заменик генералног директора и директор инжењеринга ХЕ „Ђердап”. Учествовао је у свим преговорима, пројектним радовима, дефинисању и набавци опреме и изградњи електране, све до пуштања комплетне ХЕ „Ђердап 1” у рад 16. маја 1972. Током градње, први пут су примењена оригинална решења по његовој замисли. Дао је и предлог локације за изградњу ХЕ Ђердап 2. Градња друге електране првобитно је била планирана на локацији код Радујевца, али је на његов предлог промењена, тако да је изграђен узводно од Прахова.
Декретом румунске владе од 2. јуна 1972. одликован је орденом рада првог степена, за заслуге у изградњи ХЕ Ђердап.
СФРЈ га је одликовала:
- Орденом рада другог реда
- Орденом рада са црвеном заставом, за посебне заслуге и постигнуте успехе у раду од значаја за социјалистичку изградњу земље, према указу од 8. новембра 1967.[5]
- Орденом заслуга за народ са златном звездом, за посебне заслуге и значајан допринос у изградњи хидроцентрале и пловидбеног система „Ђердап”, према указу од 8. маја 1972.[6]

Радио је у Тогу, Гвинеји, Пакистану, Сијери Леоне, Сирији, где је градио црпне станице за наводњавање.